# 버디 칼라일
버디 칼라일(1977년 12월 21일 ~ )은 LG 트윈스에서 뛰었던 미국의 전 야구 선수다.

## 등번호
- 58 (1999~2000, 2005)
- 26 (2001~2002)
- 99 (2006)
- 38 (2007~2009)
- 12 (2010)
- 41 (2011)
- 44 (2014)
- 43 (2015)

## 같이 보기
- 2006년 LG 트윈스 시즌